# 존 레논 뮤지엄

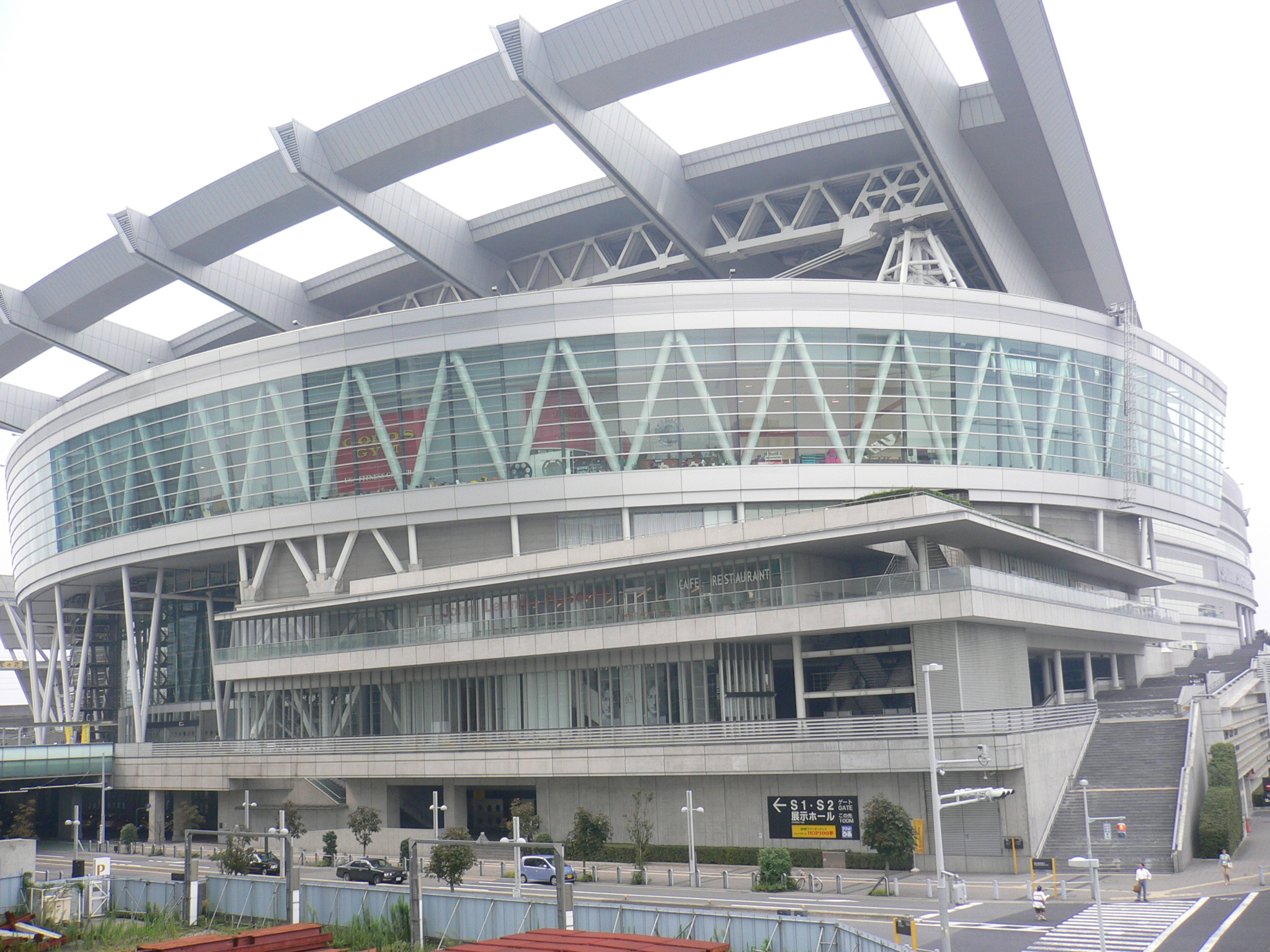

존 레논 박물관(일본어: ジョン・レノン・ミュージアム 존 레논 뮤지아무[*], 영어: John Lennon Museum 존 레논 뮤지엄[*])은 2000년부터 2010년까지 사이타마시에 존재하고 있던 존 레논을 테마로 한 전시 시설이다. 이 시설은 사이타마 신도심의 핵심 시설 사이타마 슈퍼 아레나 4층과 5층 일각에 만들어졌으며, 존 레넌의 물건, 작품을 전시하는 최초의 공식적인 상설 박물관이였다. 개관은 2000년 존 레넌의 생일인 10월 9일이였다. 사용권 계약 만료를 이유로 2010년 9월 30일 폐관했다.